# فيلي شتوف

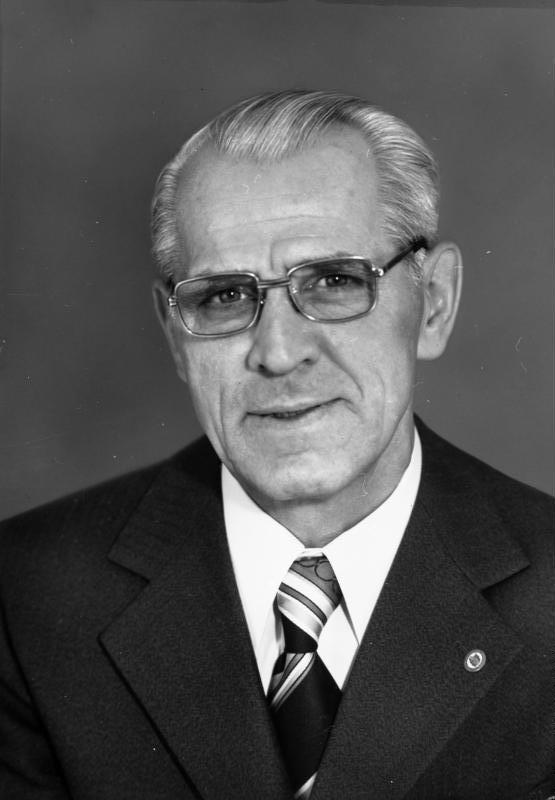
فيلي شتوف

فيلي شتوف (بالألمانية: Willi Stoph) (9 يوليو 1914 -13 أبريل 1999) كان سياسياً ألمانياً, خَدم كرئيس للوزراء (رئيس مجلس الوزراء ) من 1964 وحتى 1973 ومن 1976 وحتى 1988.

## سيرته الذاتية
ولد في برلين عام 1914 ومات أبوه في العام التالي من الحرب العالمية الأولى، التحق عام 1928 وهو لا يزالُ صغيراً بعصبة شباب شيوعي ألمانيا وعام 1931 بالحزب الشيوعي الألماني خدم أيضاً في الفيرماخت من عام 1935 إلى 1937 وخلال الحرب العالمية الثانية من 1940 إلى 1945, ونال وسام الصليب الحديديّ من الدرجة الثانية ورُفع لرتبة " Unteroffizier".
عند تأسيس "GDR" جمهورية ألمانيا الديمقراطية أصبح عضواً في الجمعية المركزية لاتحاد الأحزاب الإشتراكية الألمانية "SED" وعضواً في الفولكسكامر (الهيئة التشريعية لألمانيا الشرقية) في 1950، ووزيراً للداخلية من 1952 إلى 1955 ومن ثُم وزيراً للدفاع من 1956 إلى 1960 ورُفع لرتبة جنرال.
من 1964 إلى 1973 كان رئيساً لمجلس الوزراء وبعد وفاة فالتر أولبريشت أصبح رأس الدولة من 1973 ولغاية 1976 وبدأ مفاوضات مع مستشار ألمانيا الغربية فيلي براندت في عام 1970 لأول مرة بين الدولتين.
في 7 نوفمبر 1989 استقال هو و 44 عضواً من مجلس الوزراء تحت الضغط الشعبي، في 8 نوفمبر تمت تسمية هانز مودرو بديلاً له، القي القبض عليه 1994 بتهمة الفساد، توفي في عام 1999.

## روابط خارجية
- فيلي شتوف على موقع IMDb (الإنجليزية)
- فيلي شتوف على موقع مونزينجر (الألمانية)
- فيلي شتوف على موقع إن إن دي بي (الإنجليزية)
- فيلي شتوف على موقع قاعدة بيانات الفيلم (الإنجليزية)
- فيلي شتوف على موقع كينوبويسك (الروسية)